# Dvoročna palica
Dvoročna palica je del opreme za vadbo, ki se uporablja pri treningih z utežmi (Cross-Fit), bodybuildingu, dvigovanju uteži (weightlift) in dviganju moči (powerlift), sestavljen iz dolge palice, običajno z utežmi, pritrjenimi na vsakem koncu. Dolžine palice so od 1,2 metra (4 čevljev) do nad 2,4 metra (8 čevljev), čeprav palice, daljše od 2,2 metra (7,2 čevljev), uporabljajo predvsem dvigalniki (powerlift) in niso običajna. Osrednji del palice ima premer od 25 milimetrov (0,98 palca) do 50 milimetrov (1,96 palca) (npr. Apollonova os) in je pogosto vgraviran z nazobčanim križnim vzorcem, ki pomaga vadbenikom, da ohranijo trden oprijem. Plošče z utežmi drsijo na zunanje dele palice, da povečajo ali zmanjšajo želeno skupno težo. Ovratnice se uporabljajo za preprečevanje neenakomernega premikanja plošč navzven, tako da vadbenec ne doživlja neenakomerne sile. Dvoročna palica je daljša različica uteži, ki se uporablja za prosto vadbo z utežmi in tekmovalne športe, kot so powerlifting, olimpijsko dvigovanje uteži in CrossFit. S palico lahko izvajamo številne vaje, kot so zvijanje bicepa, stiskalnica, olimpijsko dvigovanje uteži, stiskanje nad glavo, mrtvi dvig in počep. Standardna palica je običajno ocenjena na 20 kilogramov (44 lb). Številne kategorije fitnesa uporabljajo palico iz različnih razlogov, na primer powerlifterji jo uporabljajo za izvajanje sestavljenih gibanj.

## Odbijačne plošče
Plošče z utežmi, ki se uporabljajo pri olimpijskem dviganju, ki jih pogosto imenujemo "odbijačne" plošče, morajo biti varno spuščene od višine glave in so prevlečene iz trdne gume. Splošne plošče za trening moči ali powerliftinga so narejene iz litega železa in so precej cenejše.
50 kilogramov (110 lb) zelenih plošč odbojnikov je IWF uradno odobril za uporabo le med letoma 1976 in 1980, Montreal je bil edino olimpijsko prizorišče, kjer so jih razporedili.
Trenutno so olimpijske plošče s težo 10 kilogramov ali več premera 450 milimetrov. Obstajajo tudi različice s 450 milimetri (18 palcev) lažjih 5-kilogramskih in 2,5-kilogramskih plošč, ki ustrezajo začetnemu položaju za začetnike. Ti so lahko aluminij ali plastika in imajo lahko gumijaste robove.

## Uporaba v olimpijskem dvigovanju uteži

### Moška palica
Moška olimpijska palica je kovinska palica, ki je dolga 2,2 metra in tehta 20 kilogramov. Zunanji konci so premera 50 mm, medtem ko je oprijemni del premera 28 milimetrov in dolžine 1,31 metra. Oznake oprijema so med seboj oddaljene 910 milimetrov (36 palcev), da omogočajo intuitivno merjenje širine oprijema. To je standard, ki se uporablja v tekmovalnem dvigovanju uteži, kjer moški in ženske tekmujejo na najvišji ravni - igre Commonwealtha, Panameriške igre, svetovna prvenstva in olimpijske igre. Tovrstne palice morajo imeti ustrezen "bič" (sposobnost shranjevanja elastične energije) in rokave, ki se nemoteno vrtijo, ter sposobnost, da vzdržijo padce dvigal z glave.

### Ženska palica
Ženska olimpijska palica je podobna palici za moške, vendar je krajša - 2,01 metra (6,6 čevljev) - in lažja - 15 kilogramov - z manjšim premerom odseka oprijema (25 milimetrov). V nasprotju z moškimi palicami ženska palica ne ponuja srednjega nabora. Powerlifting uporablja enako palico za tekmovalce in tekmovalke.

## Splošna oprema
Večina "olimpijskih" palic, ki jih lahko vidite v komercialnih telovadnicah, čeprav so površno podobne resničnim olimpijskim palicam z nepoučenim očesom, nimajo skupnih značilnosti Mednarodne zveze za dvigovanje uteži ali powerliftinga. So samo splošne palice za vadbo moči, s širokimi različicami oznak, premerom odseka oprijema in natančno težo.
Tehtalne plošče, ki se uporabljajo zunaj tekmovanja, ne smejo biti v skladu s specifikacijami IWF ali powerliftinga in so lahko katere koli barve. Kraiburške ploščice za odbijače so ocenjene v kilogramih in za eno stopnjo lažje od pričakovanih glede na njihovo tradicionalno mesto v barvni kodi: rdeče plošče so 20 kilogramov, modre pa 16 kilogramov itd.